# The Settlers
The Settlers es un videojuego de estrategia de desarrollo lento desarrollado por Blue Byte. Se publicaron versiones para Amiga y PC.
Fue el primero de su clase que incluía la necesidad de montar un campamento así como de recolectar recursos.
Usa una interfaz de Point and click bastante original. El jugador tenía que diseñar una serie de caminos para comunicar las diferentes partes del campamento. Los extremos de los caminos siempre son banderas. Los habitantes y las mercancías y recursos circulaban entre las banderas a modo de postas: los recursos se mueven mediante una cadena humana, de una bandera a otra, donde los recursos esperan a que la siguiente persona los transporte; el jugador puede establecer un sistema de prioridades para decidir que materiales son transportados primero. Estas prioridades sirven para establecer si debe viajar primero la comida, los materiales en bruto, si el hierro va al herrero, etcétera. Dominar y controlar correctamente este sistema es primordial.
El desarrollo del juego es muy lento. Una partida puede tomar horas, días o incluso semanas de juego. El poder militar está pensado para usarse sólo cuando se está preparado para ello, después de ataques tácticos, pueden pasar largos periodos de tensión hasta el siguiente ataque.
Así mismo, la construcción de edificios puede llevar horas de juego.
En el videojuego existen multitud de recursos y de profesiones que los habitantes del asentamiento pueden desarrollar. La gente en principio desocupada se convierte en un profesional con un cometido específico para cubrir las necesidades de los nuevos edificios que se construyen. Para ello se requieren herramientas específicas de cada profesión. Estas herramientas también tienen que ser producidas dentro del asentamiento a manos del artesano. Las prioridades en la fabricación de herramientas también pueden ser modificadas por el jugador.
El juego tiene seis secuelas: The Settlers II, The Settlers III, The Settlers IV, The Settlers V: El linaje de los reyes, The Settlers VI: Construye tu imperio y  The Settlers VII: Los Caminos del Reino.
A raíz de este videojuego, se está desarrollando un videojuego de software libre, Widelands, que ha tomado multitud de ideas y la esencia de The Settlers.

## Videojuegos de la serie
- The Settlers (1993, Amiga y PC (DOS), también llamado. Serf City)
- The Settlers II: Veni, Vidi, Vici (1996, PC (DOS) y Macintosh)
  - Expansión: The Settlers II Mission CD
- The Settlers III (1998, Windows) 
  - Expansión: The Settlers III Mission CD
  - Expansión: The Settlers III: Quest Of The Amazons
- The Settlers IV (2001, Windows)
  - Expansión: The Settlers IV Mission CD
  - Expansión: The Settlers IV: The Trojans and the Elixir of Power
- The Settlers V: El linaje de los reyes (2006, Windows, en inglés "The Settlers V: Heritage Of Kings")[1]
  - Expansión: Legends: Disco de expansión
- The Settlers II: 10º Aniversario (2006, Windows, en inglés "The Settlers II (10th Anniversary)")[2]
- The Settlers: Construye tu imperio (2007, Windows, en inglés "The Settlers: Rise Of An Empire")[3]
- The Settlers 7 - Los Caminos del Reino (2010, Windows, en inglés "The Settlers 7 - Paths To A Kingdom")[4]

El juego original se importó de Alemania, donde le llamaban "die Siedler". Al principio, la compañía que lo importó (Blue Byte) le cambió el nombre a "Serf City" pero con la publicación de The Settlers 2, el título modificado fue desechado en favor de "The Settlers" para continuar la saga.